# كيري إنغرام
كيري دانيال إنغرام (26 مايو 1999) ممثلة إنجليزية، اشتهرت بدورها شيرين باراثيون في سلسلة غيم أوف ثرونيس.

## روابط خارجية
- Kerry Ingram at The Casting Website
- كيري إنغرام على موقع IMDb (الإنجليزية)
- كيري إنغرام على موقع ميوزك برينز (الإنجليزية)
- كيري إنغرام على موقع أول ميوزيك (الإنجليزية)
- كيري إنغرام على موقع ديسكوغز (الإنجليزية)
- كيري إنغرام على موقع قاعدة بيانات الفيلم (الإنجليزية)